# 許靖
許 靖（きょ せい）は、中国後漢末期から三国時代の政治家。字は文休。豫州汝南郡平輿県の人。従兄は許瑒。従弟は許虔・許劭（許子将）。子は許欽。孫は許游。兄の外孫は陳祗。『蜀書』に独立した伝がある。

## 生涯
陳紀に兄事し、華歆・王朗・袁渙とも親交を結んだという。若くして従弟の許劭とともに、人物評価について高い評判を得ていたが、許劭とは仲が悪かった。許劭は太守の徐璆に任命され郡の功曹（郡の人事権を握る役職）となったが、許靖を取り立てようとしなかったため、許靖は生活のために馬磨きの仕事をしていた。太守が劉翊に代わると孝廉に挙げられ、尚書郎となった。
董卓が朝廷を牛耳るようになると、董卓は許靖と周毖に人事を管轄させた。許靖は汚職をした者を追放する一方で、荀爽・韓融・陳紀・韓馥・孔伷・張邈・劉岱らを中央の要職や地方の長官に任命した。許靖自身も巴郡太守に任命されたが、任地に赴かず朝廷に留まり、御史中丞となった。
しかし、韓馥らは董卓に謀反を起こしたので、周毖はその責を問われ処刑された。許靖は難を逃れるため朝廷を離れ、陳国の相であった従兄の許瑒を頼り、豫州刺史となっていた孔伷に身を寄せた。孔伷の死後は揚州刺史の陳禕（陳温）に身を寄せ、陳禕の死後は旧交のあった許貢・王朗を頼って江東に渡った。許靖は親類縁者や同郷の人を受け入れて援助したという。
孫策が揚州を席巻して王朗を攻撃すると許靖は交州に逃れたが、このとき一族の多くを失った。交州を支配していた士燮には礼遇された。同じく交州に逃れていた袁徽は、荀彧に手紙を送って許靖の人格・能力・行いを賞賛したが、曹操が派遣した使者の張翔は、許靖を強引に招聘しようとしたため許靖に忌避され、腹いせに許靖の出した手紙を全て捨てた。
その後、劉璋に招聘されて巴郡・広漢郡の太守に任命された。許靖は治中従事の王商を「中原に生まれていれば王朗に勝っただろう」と称え、これを聞いた劉璋は彼を蜀郡太守に任命した。劉表配下の宋忠は親交のあった王商へ手紙を送り、許靖の教えを請うよう勧めている。建安16年（211年）、王商が死去すると許靖が後任の蜀郡太守となった。
同年、曹操は皇子の劉熙を済陰王に、劉懿を山陽王に、劉敦を東海王に立てた。それを聞いた許靖は「老子には『何かを縮めようとするならば、必ずそれを一度大きくし、何かを奪い取ろうとするならば、必ず一度それを与える』とある。これは曹操のことであろう」とその簒奪を予見した。
建安19年（214年）、劉備は劉璋を攻めて成都を包囲した。許靖は劉璋を見捨て成都を脱出しようとしたが、発覚し捕らえられた。劉璋は許靖を咎めず、処刑しなかった。劉備が益州を支配すると、劉備は許靖を嫌い任用しようとしなかった。しかし、法正は「虚名とはいえ許靖の名は天下に知れ渡っており、許靖を礼遇しないのであれば、多くの人は公（劉備）が君子を軽んじていると思うでしょう」と説いたので、許靖は左将軍長史に任じられた（「法正伝」）。
劉備が漢中王になった際は鎮軍将軍の職にあり、王になるよう推挙した群臣の中に名を連ねている（「先主伝」）。後に太傅となった。
延康元年（220年）、献帝は曹丕に禅譲し、後漢王朝は滅亡した。章武元年（221年）、献帝が殺害されたという誤報がもたらされると、群臣と共に劉備に後漢の皇帝に即位するよう勧めた。劉備が即位すると司徒に任命された（「先主伝」）。
許靖は70歳を過ぎても、人を愛し、後進を導き、清談を好んだので、諸葛亮らは深く敬意を払った。章武2年（222年）に没した。
魏の重臣となった華歆・王朗や、陳紀の子の陳羣との親交は生涯を通して続き、手紙のやり取りをして旧交を温めたという。あるとき、王朗は劉備が没したことを知り、許靖に手紙を送って劉禅の帰順を促そうとした。しかし、許靖は既に没していた（『魏略』）。
子の許欽は許靖に先立って夭逝した。孫の許游は景耀年間に尚書となった。

## 評価
陳寿は許靖の名声や篤実さを肯定しつつも、その行いの全てが妥当であったかどうかは疑問視している。
楊戯の『季漢輔臣賛』では、許司徒（許靖）は昭烈皇帝（劉備）、諸葛丞相（諸葛亮）に次いで3番目に記載され、関雲長（関羽）・張益徳（張飛）よりも上であることから、許靖は非常に高い評価を受けていることがわかる。
蔣済は『万機論』において「許靖は国政を担う人材である」と称賛し、不当な扱いをした許劭を批判している。

## 三国志演義
小説『三国志演義』では、許靖が城を脱走して劉備に降伏したという知らせが劉璋の元に届く場面において、名前のみ登場する。さらに、劉備に帝位に就くよう進言する群臣の一人として登場している。

## 許靖を題材とした作品
- 三国志外伝 「許靖」（小説、宮城谷昌光、文藝春秋）